# Боннер, Джиллиан
Джи́ллиан Бо́ннер (англ. Bonner; 3 февраля 1966, Атенс, Джорджия, США) — американская фотомодель, кинопродюсер, монтажёр, киноактриса и арт-директор.

## Карьера
Была Playmate журнала Playboy в апреле 1996 года. Её фото были сделаны Ричардом Фегли. Она позже сыграла главную роль в компьютерной игре «Riana Rouge».
Она была фотомоделью прежде чем стать Playboy Playmate. После её появления в Playboy, она создала компанию «Black Dragon», которая занимается продюсированием, мультимедией и маркетингом.